# Ki nevet a végén (album)
A Ki nevet a végén Koncz Zsuzsa 2002-ben megjelent, 31. albuma.
A zenéket és a szövegeket Bródy János, Tolcsvay László, Gerendás Péter, Cipő (Cipő), Lerch István, Horváth Attila, Müller Péter Sziámi, Závodi Gábor és Dorozsmai Péter szerezte.

## Az album dalai
1. Mennyi híd kell még – 05:33
2. Eladó ház – 03:31
3. Akció – 04:54
4. Becsület, rend – 02:51
5. Talán még túl fiatal – 04:48
6. 1990 – 03:50
7. Túl nagy – 03:44
8. Ki nevet a végén – 03:58
9. Még egy tánc – 03:58
10. Többé nem akarom – 03:29
11. Legyen úgy – 04:00
12. Nyújtsd a kezed – 03:35
13. Tegnap ér a mához – 03:22
14. Északi fény [Bonus Track] – 04:49

## Külső hivatkozások
- Információk Koncz Zsuzsa honlapján